# Regeringen Konow

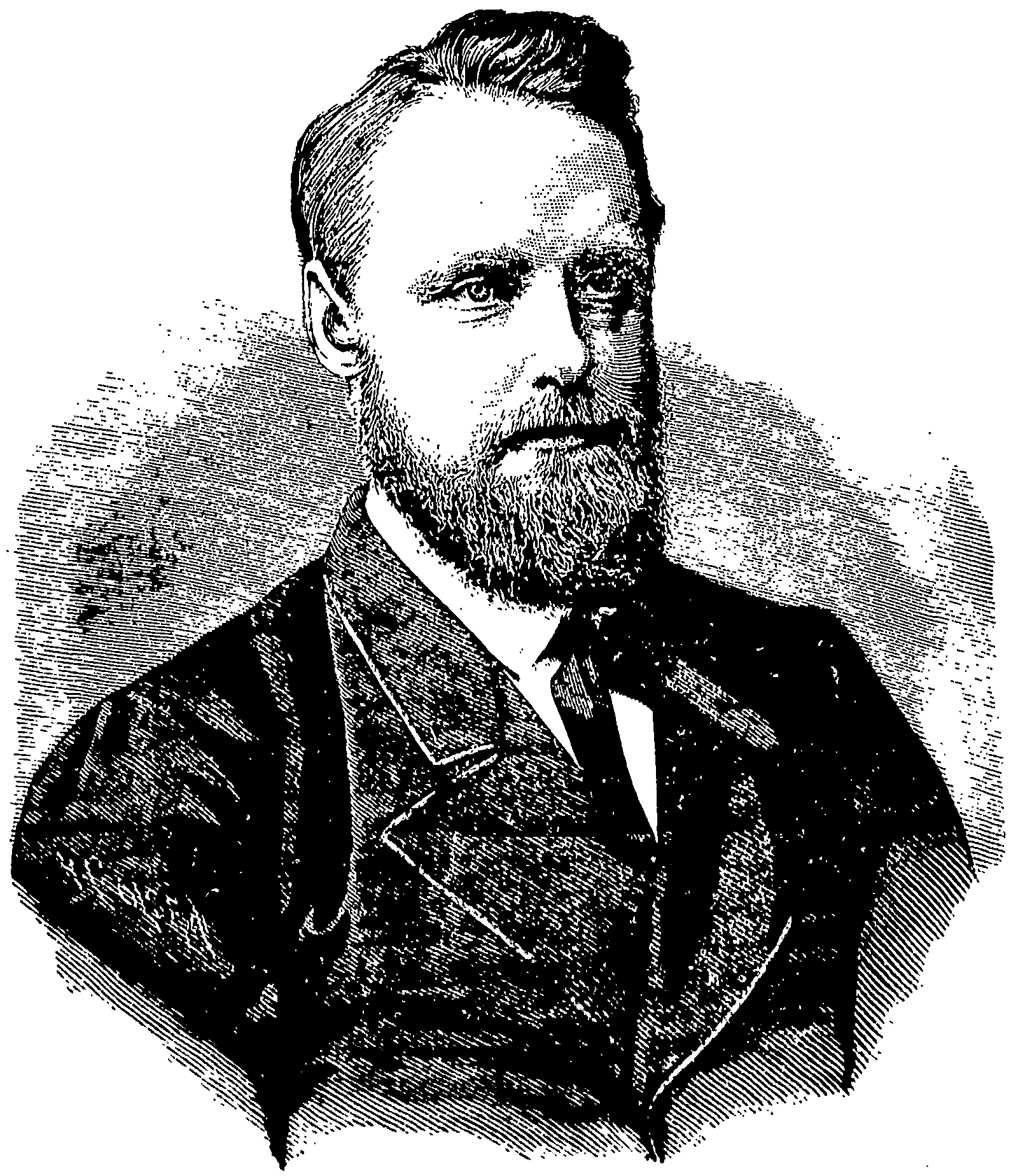
Wollert Konow

Regeringen Konow var en norsk regering. Den tillträdde 2 februari 1910 och var en koalitionsregering med Frisinnede Venstre och Høyre. Statsminister var Wollert Konow och utrikesminister var Johannes Irgens. Regeringen lämnade in sin avskedsansökan den 16 februari 1912. Avskedsansökan godkändes 19 februari och regeringen avgick den 20 februari 1912.